# Wasserreis
Der Wasserreis (Zizania) ist eine Pflanzengattung innerhalb der Familie der Süßgräser (Poaceae). Die etwa vier Arten sind in Nordamerika und Ostasien verbreitet. Die Pflanzen wachsen oft bestandsbildend an Fluss-, See- und Teichufern. Die Früchte einiger Arten werden wie Reiskörner verwendet.
Zuchtformen der Art Zizania palustris sind unter den Namen Wildreis, Indianerreis oder Kanadischer Reis im Handel erhältlich. Die verbreitete Bezeichnung „Wildreis“ ist keine botanische Bezeichnung. Insbesondere sind Zizania-Arten keine wilden Formen des Reises (Oryza sativa). Die Gattung Zizania (Wasserreis) ist von der Gattung Oryza (Reis) zu unterscheiden, auch wenn beide zur selben Tribus Oryzeae gehören.

## Beschreibung

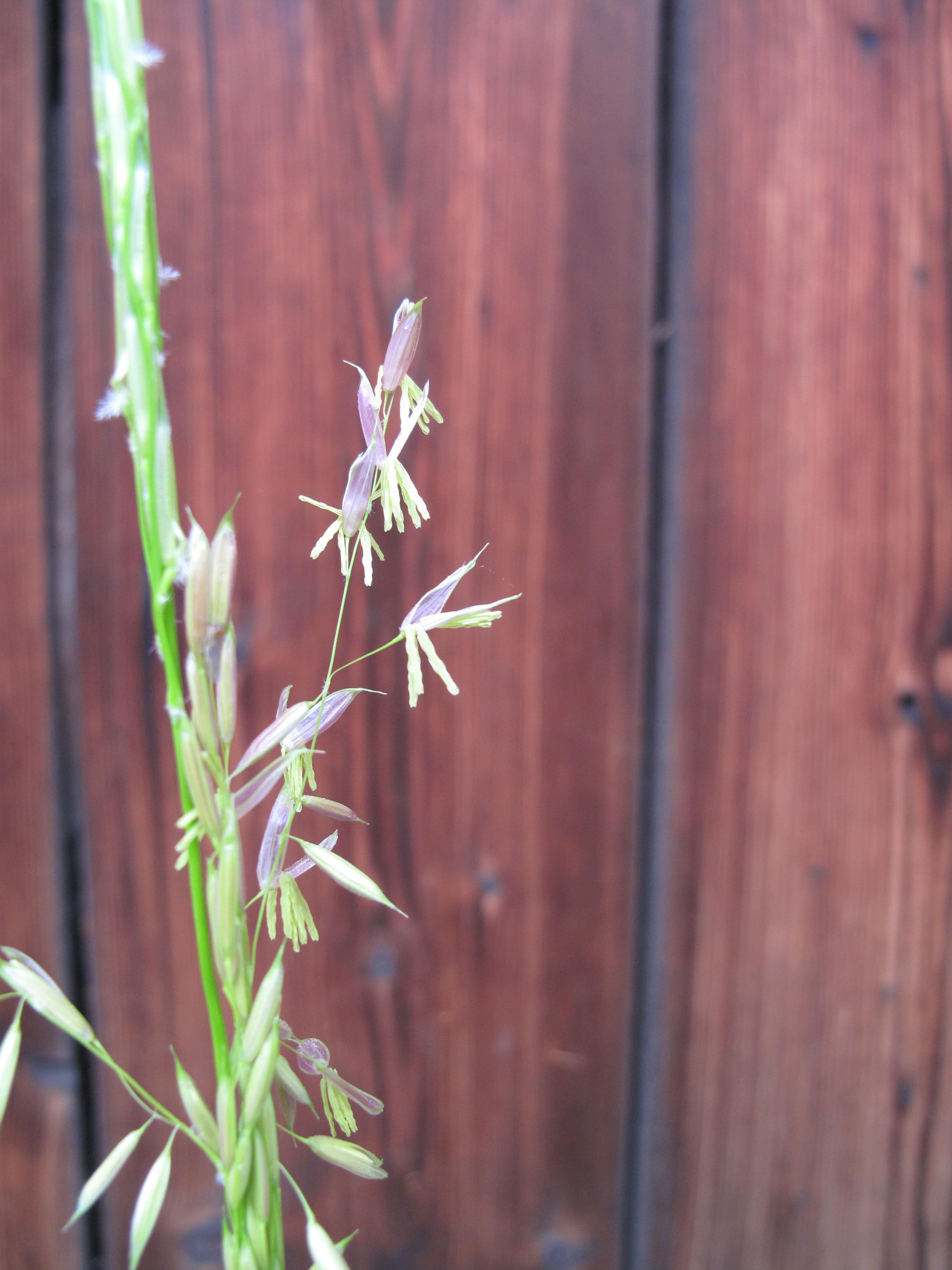
Ausschnitt eines Blütenstandes mit männlichen Blüten von Zizania aquatica

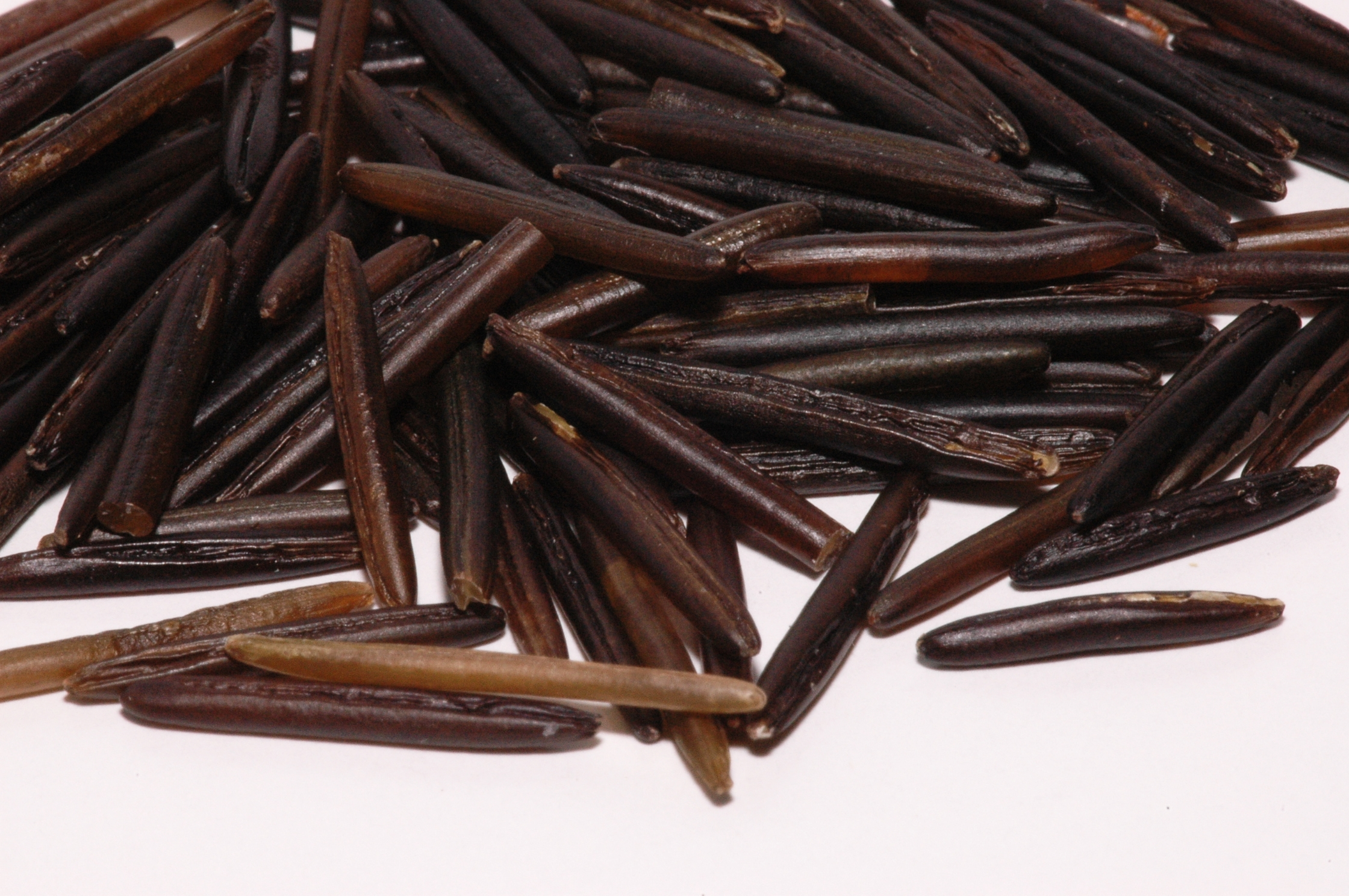
Bei der Trocknung dunkel werdende Früchte von Zizania palustris

### Vegetative Merkmale
Zizania-Arten sind ein- oder mehrjährige krautige Pflanzen. Es handelt sich um Wasser- und Sumpfpflanzen (Hydro- und Helophyten). Die hohlen Halme erreichen Wuchshöhen zwischen 1 und 3 Metern.
Die Pflanzen bilden sowohl submerse als auch emerse Laubblätter. Die einfachen Blattspreiten tragen keine Öhrchen und sind 5 bis 30 Zentimeter breit. Die ungefransten Blatthäutchen sind zwischen 3 und 11 Millimeter lang.

### Generative Merkmale
Zizania-Arten sind einhäusig und vorweiblich (proterogyn). Die endständigen, rispigen Blütenstände sind relativ groß. Alle Ährchen sind eingeschlechtig. Die Ährchen mit männlichen, überhängenden Blüten stehen an den unteren Rispenästen und jene mit aufsteigenden, weiblichen Blüten stehen an den oberen Rispenästen. Die Deckspelzen der männlichen Blüten sind spitz, unbegrannt oder kurz begrannt und fünfnervig, die Vorspelzen sind dreinervig. Die männlichen Blüten verfügen über sechs freie Staubblätter. Die drei- bis fünfnervigen Deckspelzen der weiblichen Blüten sind begrannt und die Grannen sind so lang oder viel länger als die Deckspelzen. Die Vorspelzen sind gekielt und zweinervig. Die kahlen Fruchtknoten tragen zwei Narben. Die Teilblütenstände tragen keine Hüllspelzen.
Die 1 bis 2 Zentimeter langen, fast nadelförmigen Karyopsen sind zunächst grün und werden bei der Trocknung dunkelbraun bis schwarz.

## Systematik und Verbreitung
Die Gattung Zizania wurde 1753 durch Carl von Linné in Species Plantarum Band 2, Seite 991 aufgestellt. Der Gattungsname Zizania ist vom griechischen Wort zizánion für im „Wasser wachsend“ abgeleitet und nimmt auf den Wuchsort Bezug. Die Gattung gehört zur Tribus Oryzeae in der Unterfamilie der Ehrhartoideae innerhalb der Familie der Poaceae.
Die Gattung Zizania umfasst vier Arten:
- Zizania aquatica L. – einjährig, in Nordamerika
- Zizania latifolia (Griseb.) Turcz. ex Stapf, „Mandschurischer Wasserreis“ – mehrjährig, in Ostasien[1]
- Zizania palustris L. (Syn.: Zizania aquatica var. angustifolia Hitchc.) – einjährig, in Nordamerika
- Zizania texana Hitchc. – mehrjährig, in Nordamerika

Zizania palustris wird erst seit den 1980er Jahren als eigene Art angesehen. Zuvor galt sie als eine Varietät von Zizania aquatica. Auf diese frühere Einordnung bezieht sich das Synonym Zizania aquatica var. angustifolia.
Die nordamerikanischen Arten werden oft unter dem Namen wild rice zusammengefasst. Sie sind wie folgt verbreitet:
- Zizania aquatica besiedelt den gemäßigten Osten und Südosten der USA entlang der Atlantikküste vom Sankt-Lorenz-Strom über Florida bis Louisiana.[2]
- Zizania palustris ist deutlich weiter verbreitet: in einem borealen bis gemäßigten Gebiet von Kanada sowie im Norden und im Mittleren Westen der USA, von der Pazifikküste bis zur Region der Great Lakes.[3]
- Zizania texana ist ein Endemit einer kleinen Region in Texas, am San Marcos River.[4]

## Nutzung

### Nordamerikanische Arten

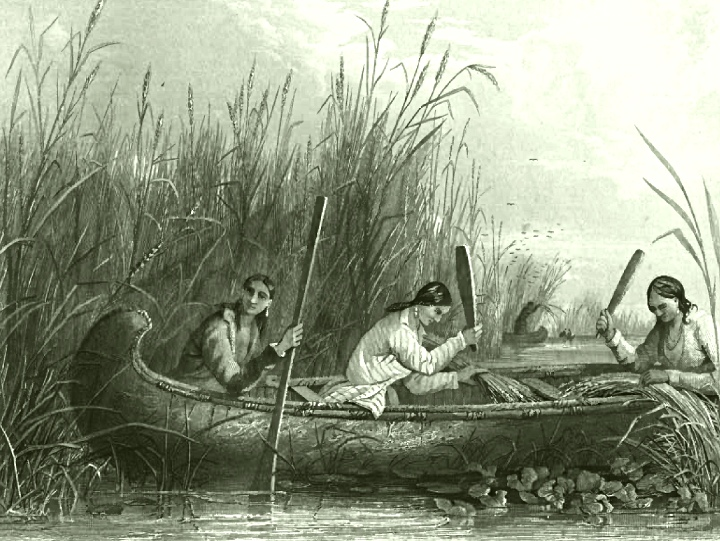
Wasserreisernte durch indianische Frauen (Illustration, 1853)

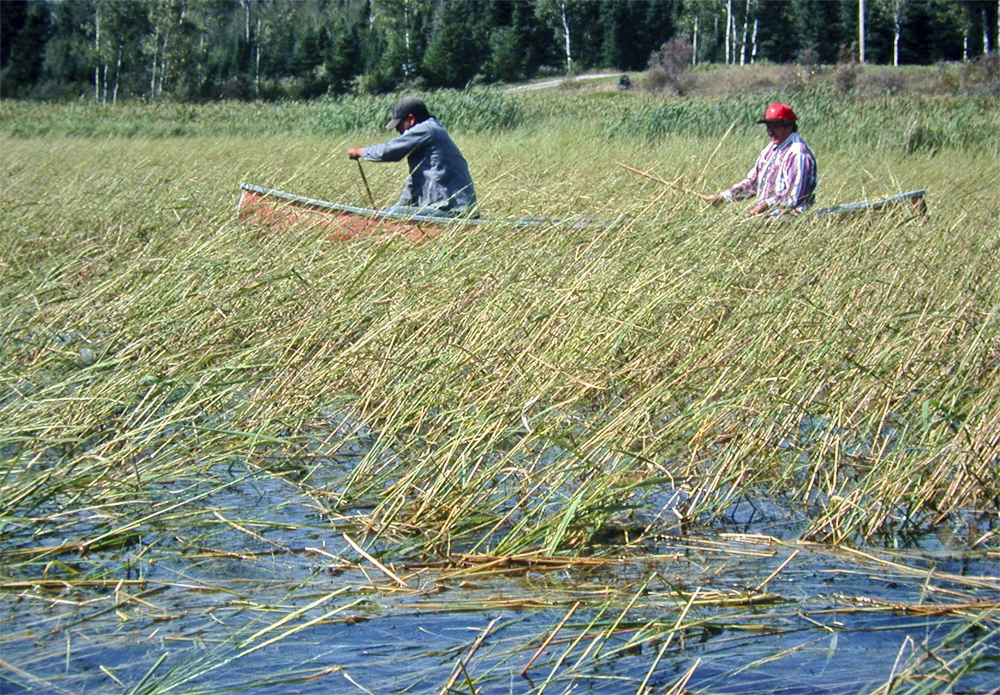
Der Wasserreis wird beispielsweise in Kanada von den Anishinabe auf traditionelle Weise vom Kanu aus geerntet. Er dient der Selbstversorgung, ist aber heute auch eine der wichtigsten Einnahmequellen des Stammes.

Während Zizania texana für den Menschen keine Bedeutung als Nahrungsmittel hat, können die Früchte von Zizania aquatica und Zizania palustris wie Getreide genutzt werden, wobei vor allem Zizania palustris aufgrund der größeren Früchte von Bedeutung ist. Vor allem für die  Chippewa-Indianer Nordamerikas spielte Wasserreis eine entscheidende Rolle in der Ernährung. Auch heute noch wird der Wasserreis geerntet. Die Ernte erfolgt im Spätsommer vom Wasser aus. Durch leichtes Klopfen mit zwei Thujastecken auf die ins Kanu hängenden Rispen fallen die Früchte auf den Kanuboden und werden eingesammelt. Beim Zurückschnellen der Rispen fallen die restlichen Früchte als Saatgut zurück ins Wasser.
Inzwischen werden die Früchte auch nach Europa eingeführt und als „Wildreis“ oder „Indianerreis“ gehandelt. Dieser „Reis“ gilt in Amerika und Europa aufgrund seines nussartigen Geschmacks als Delikatesse. Früher war er aufgrund der schwierigen Erntemethoden in den natürlichen Beständen deutlich teurer als andere Getreide.
Inzwischen werden in Nordamerika großflächig Hybridsorten angebaut und es sind Bestrebungen im Gange, den Ernteertrag durch den Anbau von Formen mit nicht herausfallenden Früchten weiter zu steigern. Die Chippewa befürchten dadurch allerdings Einbußen ihrer traditionellen Erntewirtschaft; einer der wenigen lukrativen Einkünfte des Stammes.

### Mandschurischer Wasserreis
Der Mandschurische Wasserreis wurde bereits im 10. Jahrhundert in Nordchina angebaut. Bei ihm werden nicht die Früchte genutzt, sondern die durch den Befall mit dem Brandpilz Ustilago esculenta fleischig verdickten unteren Stängelglieder. Sie werden als Gemüse verzehrt („Wasserbambus“).